# Nyitraszil
Nyitraszil (szlovákul Sila) valószínűleg 1960-tól Assakürt településrésze, korábban önálló falu Szlovákiában, a Nyitrai kerületben, a Nyitrai járásban.

## Fekvése
Nyitrától 14 km-re északnyugatra fekszik.

## Története
A trianoni békeszerződésig Nyitra vármegye Nyitrai járásához tartozott.

## Népessége
1910-ben 319, többségben szlovák lakosa volt, jelentős magyar kisebbséggel.
2001-ben Assakürt 1320 lakosából 1303 szlovák volt.